# Dustin Tynes
Dustin Tynes, född 7 mars 1996, är en bahamansk simmare. 
Tynes tävlade för Bahamas vid olympiska sommarspelen 2016 i Rio de Janeiro, där han blev utslagen i försöksheatet på 100 meter bröstsim.